# 大小井大桥
大小井大桥是中国贵州省的一座高速公路拱桥，位于罗甸县沫阳镇大井村，桥梁呈东北－西南走向，跨越大井河，主桥中心桩号为K70+655.0，桥跨组合为9×40米（T梁）+1×450米（钢管混凝土拱）+16×40米（上承式钢管混凝土拱），左幅桥长1,501（4,925英尺），右幅桥长1,486（4,875英尺），是余安高速公路平塘至罗甸段的控制性工程之一，为世界上山区最大跨径的上承式钢管混凝土拱桥。于2016年6月29日动工，2018年6月30日主拱合龙。大桥由贵州省公路开发有限责任公司建设营运，由贵州桥梁建设集团有限责任公司、贵州路桥集团有限公司联合施工。

## 设计变更
大桥最初设计为双塔斜拉桥，全长1,350（4,429英尺），主跨450（1,476英尺），两侧边跨各180（591英尺）；引桥为T型梁桥，分别长：2×40（131英尺）、11×40（131英尺）。最大墩高为138.85（456英尺），最大桥梁高度215.6（707英尺），桥梁不受水位控制。主桥位于直线上，引桥位于半径2,500（8,202英尺）的弯道上，主桥纵向坡度为0%。